# Fodboldturneringen 1897-98
Fodboldturneringen 1897–98 var den niende sæson af den danske fodboldliga Fodboldturneringen, arrangeret af Dansk Boldspil-Union. Ligaen havde deltagelse af seks hold, der spillede en enkeltturnering alle-mod-alle. I tilfælde af uafgjort blev der spillet forlænget spilletid, og hvis det ikke gav nogen afgørelse, blev kampen spillet om.
Christianshavns Boldklub nåede kun at spille én kamp i turneringen (nederlag 0-14 til Akademisk Boldklub), inden klubben den 29. november 1897 blev opløst. Holdets resterende kampe er medregnet i stillingen som sejre til modstanderne med cifrene 0-0.
Turneringen blev vundet af Kjøbenhavns Boldklub, som dermed vandt titlen for tredje gang, og som i den afgørende kamp mod Akademisk Boldklub vandt med 2-0 efter forlænget spilletid.

## Resultater
| Nr | Hold                    | K | V | U | T | Mf |   | Mi | +/- | P  |
| -- | ----------------------- | - | - | - | - | -- | - | -- | --- | -- |
| 1  | Kjøbenhavns Boldklub    | 5 | 5 | 0 | 0 | 13 | – | 2  | +11 | 10 |
| 2  | Akademisk Boldklub      | 5 | 4 | 0 | 1 | 29 | – | 3  | +26 | 8  |
| 3  | Boldklubben af 1893     | 5 | 3 | 0 | 2 | 7  | – | 9  | −2  | 6  |
| 4  | Boldklubben Frem        | 5 | 2 | 0 | 3 | 10 | – | 9  | +1  | 4  |
| 5  | Østerbros Boldklub      | 5 | 1 | 0 | 4 | 1  | – | 23 | −22 | 2  |
| 6  | Christianshavn Boldklub | 5 | 0 | 0 | 5 | 0  | – | 14 | −14 | 0  |

 K: Kampe spillet, V: Vundne kampe, U: Uafgjorte kampe, T: Tabte kampe, Mf: Mål for, Mi: Mål imod, +/-: Måldifference, P: Point

 
| KB's mesterhold |                               |
| Position        | Spiller                       |
| Målmand         | Holger Rieckmann              |
| Forsvar         | Jørgen Arenholt               |
| Forsvar         | Vilhelm Bernhard Schultzer    |
| Midtbane        | O. Brockhorst                 |
| Midtbane        | Marius Poulsen                |
| Midtbane        | Leo Tscherning                |
| Angreb          | Ingolfur Jakobsen             |
| Angreb          | Frederik Knudsen (anfører)    |
| Angreb          | Ludvig Johan Rasmus Kjergaard |
| Angreb          | Niels Christian Blache        |
| Angreb          | Henrik Casper Meincke         |
| Reserver        | Bjerke                        |
| Reserver        | Helge Bentsen                 |